# Hanning-stenen
Hanning-stenen er en runesten, fundet som bygningselement i Hanning kirke. Runerne blev indberettet i 1843, selv om runestenen har været synlig i kirkens mur i århundreder. Stenen er hugget til og har nu en rektangulær form. Den sidder vandret i korets sydmur ca. 2,5 meter over jorden.

## Indskrift
| Translitteration | ua-- : tofa : su(n) rsþi : sten : þene : eftir : Gyþu : moþ-r : sina : (:) (e)--kil : h… |
| Transskription   | {ua--}, Tofa sun resþi sten þænne æftir Gyþu, moþ[u]r sina. ...kell h[io].               |
| Oversættelse     | V..., Tues søn, rejste denne sten efter Gyde, sin mor, ...kil h[uggede?].                |

Indskriften er ordnet i parallelordning, som begynder i nederste højre hjørne. Indskriften afsluttes med et skriftbånd midt på stenen nederst. Efter sekvensen 'sin moder' er der hugget et hammerornament, formentlig en Thorshammer, som man også ser det på Læborg-stenen. Indskriften har stungne runer y og e, og enkelte af runerne, især h og kryds-skilletegnet, ser ud til at være forsynet med seriffer ligesom på Ådum-stenen.